# Bad Klosterlausnitz

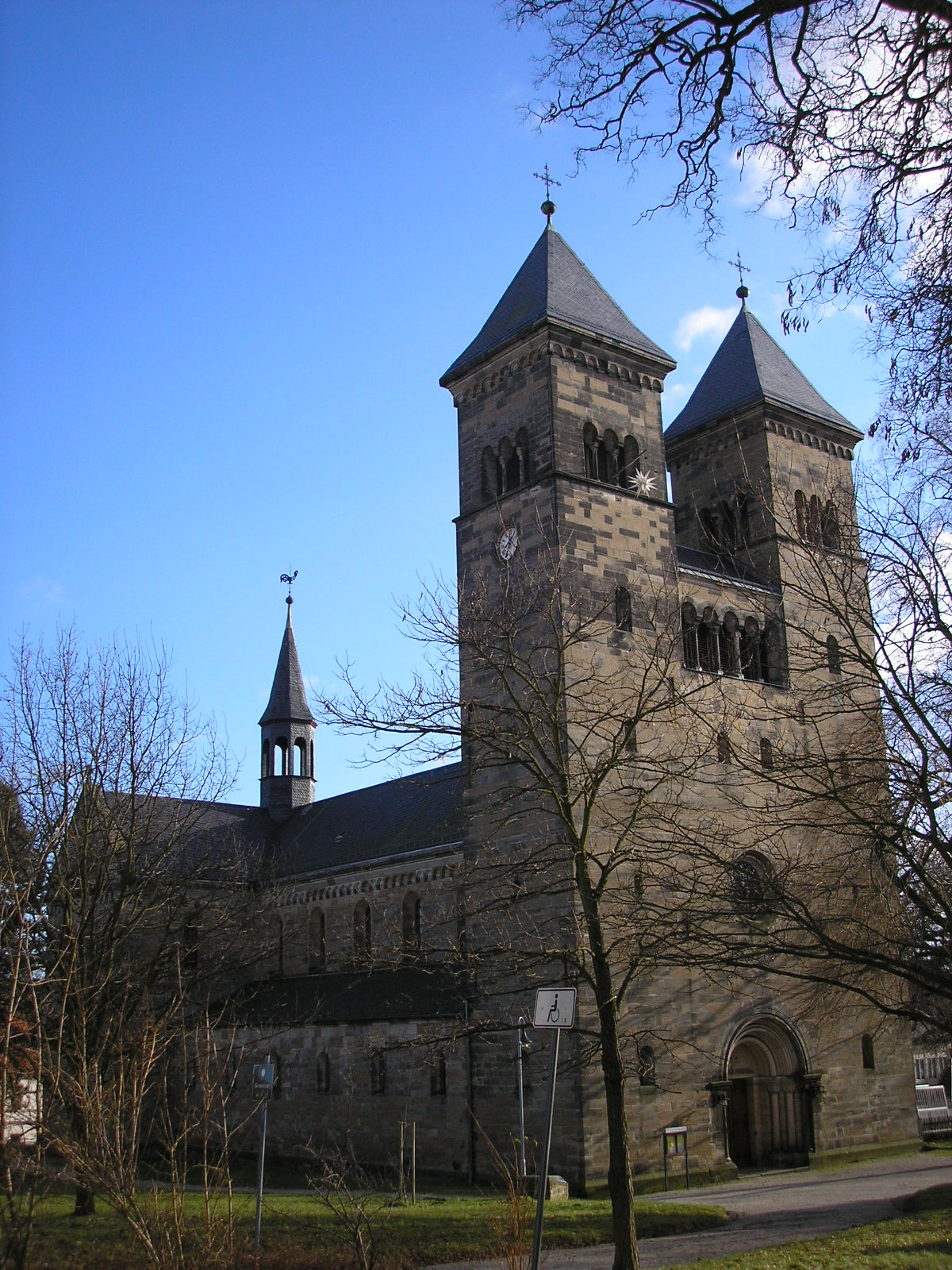
Kirche Klosterlausnitz

Bad Klosterlausnitz ist eine Gemeinde im Osten des Saale-Holzland-Kreises im deutschen Freistaat Thüringen und erfüllende Gemeinde für weitere neun Gemeinden der Umgebung.

## Geografie

### Geografische Lage
Der neben der Stadt Hermsdorf gelegene Kurort Bad Klosterlausnitz ist das Zentrum des Thüringer Holzlandes. Wie der Name schon andeutet, sind hier große Waldflächen mit Nutzgehölzen zu finden. Aufgrund des Holzreichtumes gab es hier eine bedeutende holzverarbeitende Industrie, vor allem Leitern wurden in großer Stückzahl hergestellt und weitflächig vertrieben. Bis Ende der 1990er Jahre konnte sich der Produktionsstandort trotz der bereits verfügbaren Leitern aus Eisen und Profilstahl durchsetzen, verlor seine Bedeutung jedoch in der Folgezeit mit dem flächendeckenden Vertrieb von Aluminiumleitern.
Bad Klosterlausnitz liegt auf einem Plateau zwischen den Tälern der Saale im Westen und der Weißen Elster im Osten. Durch die Plateaulage gibt es in den umgebenden Wäldern verbreitet Moorflächen, deren Erde seit 1929 für Heilzwecke genutzt und auch heute noch in den Kliniken des Ortes eingesetzt wird.

### Nachbargemeinden
Angrenzende Gemeinden sind Bobeck, die Stadt Hermsdorf, Schleifreisen, Tautenhain, Waldeck und Weißenborn im Saale-Holzland-Kreis sowie Kraftsdorf im Landkreis Greiz.

### Klima
Durch die Plateaulage auf ca. 350 Metern über dem Meeresspiegel ist es 1–2 Grad kühler und regnerischer als in den benachbarten Tälern der Saale und Weißen Elster.

## Geschichte
Das Jubiläum „875 Jahre Bad Klosterlausnitz“ erinnert an die Ersterwähnung des Frauenklosters Lausnitz. 1137 wurde das seit 1132 bestehende Kloster, dessen Angehörige nach den Regeln des Augustinerordens lebten, erstmals in einem Bestätigungsbrief von Papst Innozenz II. erwähnt. Ab 1526 ist das Dorf Lausnitz neben dem Kloster bekannt. Seit 1661 trägt der Ort den Namen des  Klosters – Klosterlausnitz –, das 1526 aufgehoben wurde.
Von Kloster Lausnitz aus wurde die Entwicklung des Handwerkes gefördert; denn die zum Stift gehörende Glashütte im Tautenhainer Forst in der Weißenborner Gemarkung wurde 1137 gegründet und beschäftigte Leibeigene und Hörige, die Tafelglas produzierten. Die Klosterlausnitzer Glashütte ist die älteste dieser Art in Ostthüringen. In der südlichen Gemarkung von Lausnitz wurde um 1200 die Ansiedlung Gumprechtsdorf nachgewiesen.
1719 bis 1722 wurde auf dem Gelände des ehemaligen Klosters ein Jagdschloss für Herzog Friedrich II. von Sachsen-Gotha-Altenburg errichtet, weil sich im großen Waldgebiet viel Wild, mehrere Wildgehege und -gatter befanden. Alte Gebäude wurden abgebrochen und das Material für den Neubau verwendet. 1849 richtete man im linken Flügel des Jagdschlosses eine Schule ein, 1860 wurden Teile dieses Flügels für den geplanten Neubau/Wiederaufbau der Ruine der romanischen Klosterkirche wieder abgebrochen. Der Neubau der heute noch stehenden romanischen/neoromanischen Klosterkirche dauerte etwa bis 1866. 1871 wurde im Jagdschloss ein Forstamt eingerichtet. 1888/89 wurde das Jagdschloss abgerissen.
Während der DDR-Zeit wurde anstelle des Jagdschlosses eine Oberschule errichtet.

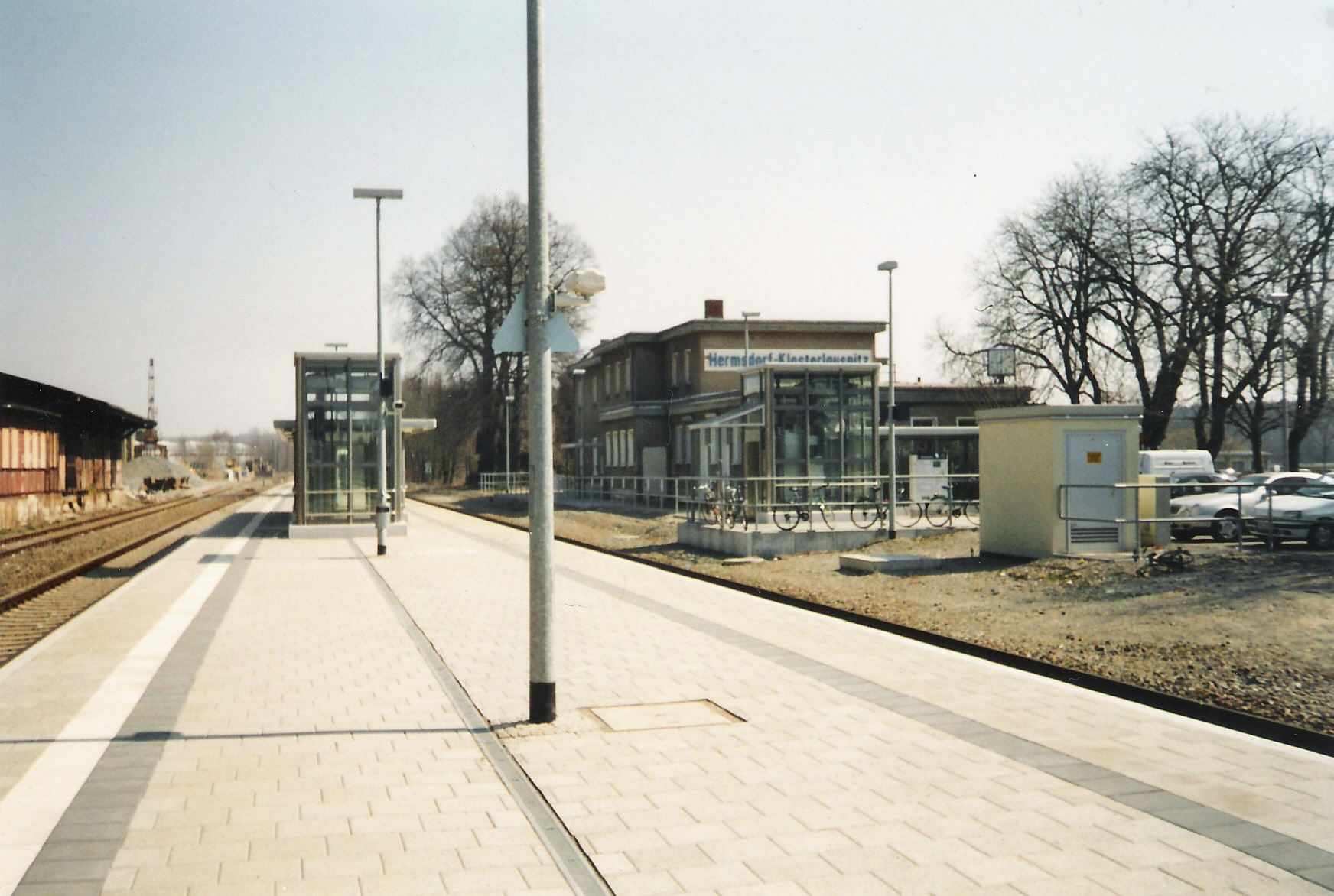
Bahnhof

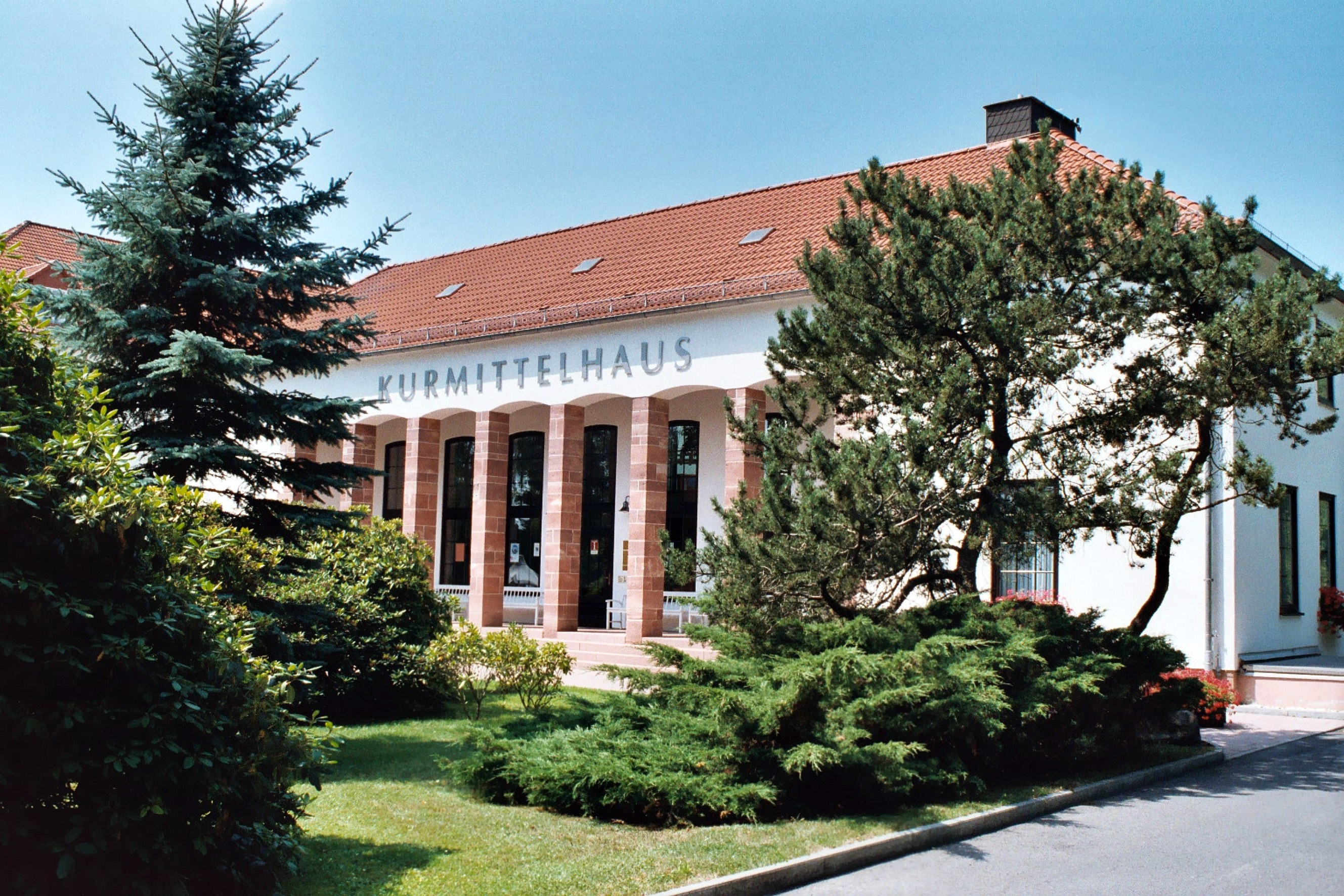
Kurmittelhaus

Der Ort gehörte zum wettinischen Kreisamt Eisenberg, welches aufgrund mehrerer Teilungen im Lauf seines Bestehens unter der Hoheit verschiedener Ernestinischer Herzogtümer stand. 1826 kam der Ort mit dem Südteil des Kreisamts Eisenberg und der Stadt Eisenberg vom Herzogtum Sachsen-Gotha-Altenburg zum Herzogtum Sachsen-Altenburg. Ab 1920 gehörte er zum Freistaat Thüringen.
Nachdem im Jahr 1876 die Bahnstrecke Weimar–Gera eingeweiht worden war, konnte sich in Klosterlausnitz Fremdenverkehr entwickeln. Der Ort war Luftkurort und beliebte Sommerfrische. Im Zusammenhang mit der seit 1929 angewandten Nutzung der Moorerde für Heilzwecke verlieh die Landesregierung dem Ort am 19. September 1932 den Titel „Bad“.
Zu DDR-Zeiten errichtete und unterhielt der VEB BKK Geiseltal das Kinder-Ferienlager „Peter Göring“ für die Kinder seiner Betriebsangehörigen.

### Bevölkerung
| Entwicklung der Einwohnerzahl                                                       | Entwicklung der Einwohnerzahl                                                       | Entwicklung der Einwohnerzahl                                                       | Entwicklung der Einwohnerzahl                                                       | Entwicklung der Einwohnerzahl                                         |
| ----------------------------------------------------------------------------------- | ----------------------------------------------------------------------------------- | ----------------------------------------------------------------------------------- | ----------------------------------------------------------------------------------- | --------------------------------------------------------------------- |
| - 1994 – 2985 - 1995 – 3077 - 1996 – 3278 - 1997 – 3556 - 1998 – 3633 - 1999 – 3652 | - 2000 – 3670 - 2001 – 3657 - 2002 – 3598 - 2003 – 3560 - 2004 – 3495 - 2005 – 3512 | - 2006 – 3500 - 2007 – 3481 - 2008 – 3443 - 2009 – 3453 - 2010 – 3437 - 2011 – 3558 | - 2012 – 3596 - 2013 – 3537 - 2014 – 3501 - 2015 – 3542 - 2016 – 3526 - 2017 – 3472 | - 2018 – 3454 - 2019 – 3405 - 2020 – 3399 - 2021 – 3384 - 2022 – 3389 |

Daten jeweils zum (31. Dezember); Quelle: Thüringer Landesamt für Statistik

### Religion
Neben der evangelisch-lutherischen Kirchgemeinde, deren Gotteshaus die ehemalige Klosterkirche ist, besteht in Bad Klosterlausnitz auch eine Gemeinde der Evangelisch-methodistischen Kirche, die in der Kirche am Klosterwald ihre Gottesdienste feiert. Auch die neuhutterische Bruderhof-Bewegegung hat in Klosterlausnitz eine Niederlassung, die kommunitär lebende Holzland-Gemeinschaft.

## Politik

### Gemeinderat
Die Gemeinderatswahlen vom 7. Juni 2009, vom 25. Mai 2014, vom 26. Mai 2019 und vom 26. Mai 2024 führten zu folgenden Ergebnissen:
| Partei / Liste          | 2009          | 2009   | 2014          | 2014   | 2019          | 2019   | 2024          | 2024   |
| Partei / Liste          | Stimmenanteil | Sitze  | Stimmenanteil | Sitze  | Stimmenanteil | Sitze  | Stimmenanteil | Sitze  |
| CDU                     | 53,3 %        | 9      | 34,1 %        | 6      | 29,7 %        | 5      | 23,3 %        | 4      |
| Die Linke*              | 19,9 %        | 3      | 13,9 %        | 2      | 15,3 %        | 2      | 11,6 %        | 2      |
| SPD*                    | 15,5 %        | 2      | 04,8 %        | 1      | 15,3 %        | 2      | 11,6 %        | 2      |
| BI Bad Klosterlausnitz  | –             | –      | 27,1 %        | 4      | 21,0 %        | 3      | 13,1 %        | 2      |
| FWG BKL                 | –             | –      | –             | –      | 19,7 %        | 3      | 42,8 %        | 7      |
| Mein Klosterlausnitz!   | –             | –      | 12,4 %        | 2      | 10,3 %        | 2      | 05,8 %        | 1      |
| Gewerbeverband Holzland | 11,3 %        | 2      | 07,5 %        | 1      | 03,9 %        | 1      | 03,3 %        | 0      |
| Wahlbeteiligung         | 58,9 %        | 58,9 % | 60,6 %        | 60,6 % | 65,8 %        | 65,8 % | 71,2 %        | 71,2 % |

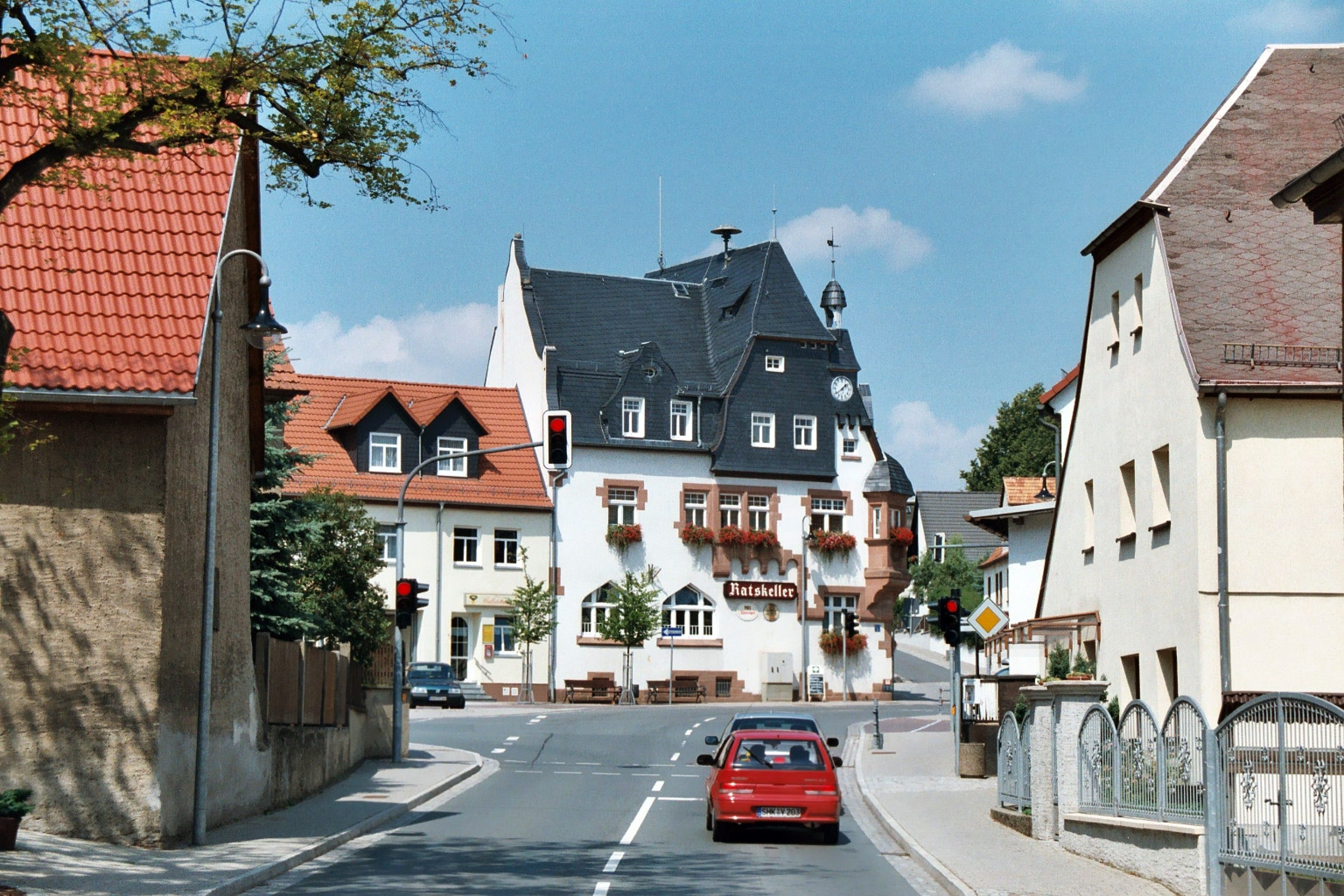
Rathaus Klosterlausnitz

* 2019 und 2024 waren Linke und SPD zusammen angetreten.

### Erfüllende Gemeinde
Bad Klosterlausnitz ist erfüllende Gemeinde für die Gemeinden:
| - Albersdorf - Bobeck - Scheiditz | - Schlöben - Schöngleina - Serba | - Tautenhain - Waldeck - Weißenborn |

### Partnerstädte
Bad Klosterlausnitz unterhält vertraglich geschlossene Städtepartnerschaften mit Langenselbold (Hessen) und Deidesheim (Rheinland-Pfalz). Des Weiteren werden partnerschaftliche Beziehungen mit Tihany (Ungarn) und Mondelange (Frankreich) gepflegt.

## Kultur und Sehenswürdigkeiten
Wahrzeichen des Ortes ist die große romanische ehemalige Klosterkirche, die 1180 geweiht wurde. Nach Aufhebung des Klosters im Gefolge der Reformation verfiel die Kirche zusehends. In ihrer heutigen Form wurde sie in den Jahren 1863–1866 wieder aufgebaut. Der Ostteil ist noch original romanisch, der Westteil wurde entsprechend angepasst.

## Kurpark
An der nordwestlichen Peripherie des Ortes befindet sich ein größerer Park mit zwei Rehakliniken.

## Heilwasser
Seit dem Jahr 2003 wird im Kurmittelhaus Calcium-Natrium-Sulfat-Wasser an einem Trinkbrunnen als Heilwasser angeboten, es stammt aus der nahen Quelle Rote Pfütze bei Weißenborn.

## Feste
Ein wichtiges Ereignis ist in Klosterlausnitz das Maibaumsetzen. Schon seit mehr als 300 Jahren wird zum Pfingstfest der Maibaum gesetzt.

## Mundartprobe
Kloster Lausnitz (Hulzlännsch)
Unsere gude Grusemuder derzalde mir frier efder: 's kon wúl drêsg bis fufzg Jóre hár sêe, do schdond umne ufn Rêne ungern Schlesgen - nich wêd vun dan klén Burne - e schin gewoksner Èbelbóm. Sald lís 'ch zuwêlen (vun Zêd ze Zêd) e wèses Fróchen sáe. E Schdiker nên bis zwelf Kiner ós 'n Nochberdurfe schbilden emól in sèner Náe un flikden bune Blum. Do sóch e Junge mid en Móle unger dan Bóme en grúden gálben Dub vun Dún (en denern D.) schdie, dar bis on` Rand mid lóder silwerguldn gefild wor. Jeze fife schnal di anern hár un séde: wos is en dos, ir Lêde? Geschwind! Ower ámsubale versonk dar Schoz vur sèn Ougen wider un Ardbuden. Hade dar Dumkub nischd jesèd, wér fer sé Labdoch e rêcher Mon gewurn. Johann Müller - aus dem „Thüringer Sprachschatz“ von L. Hertel.

## Wirtschaft und Infrastruktur

### Verkehr

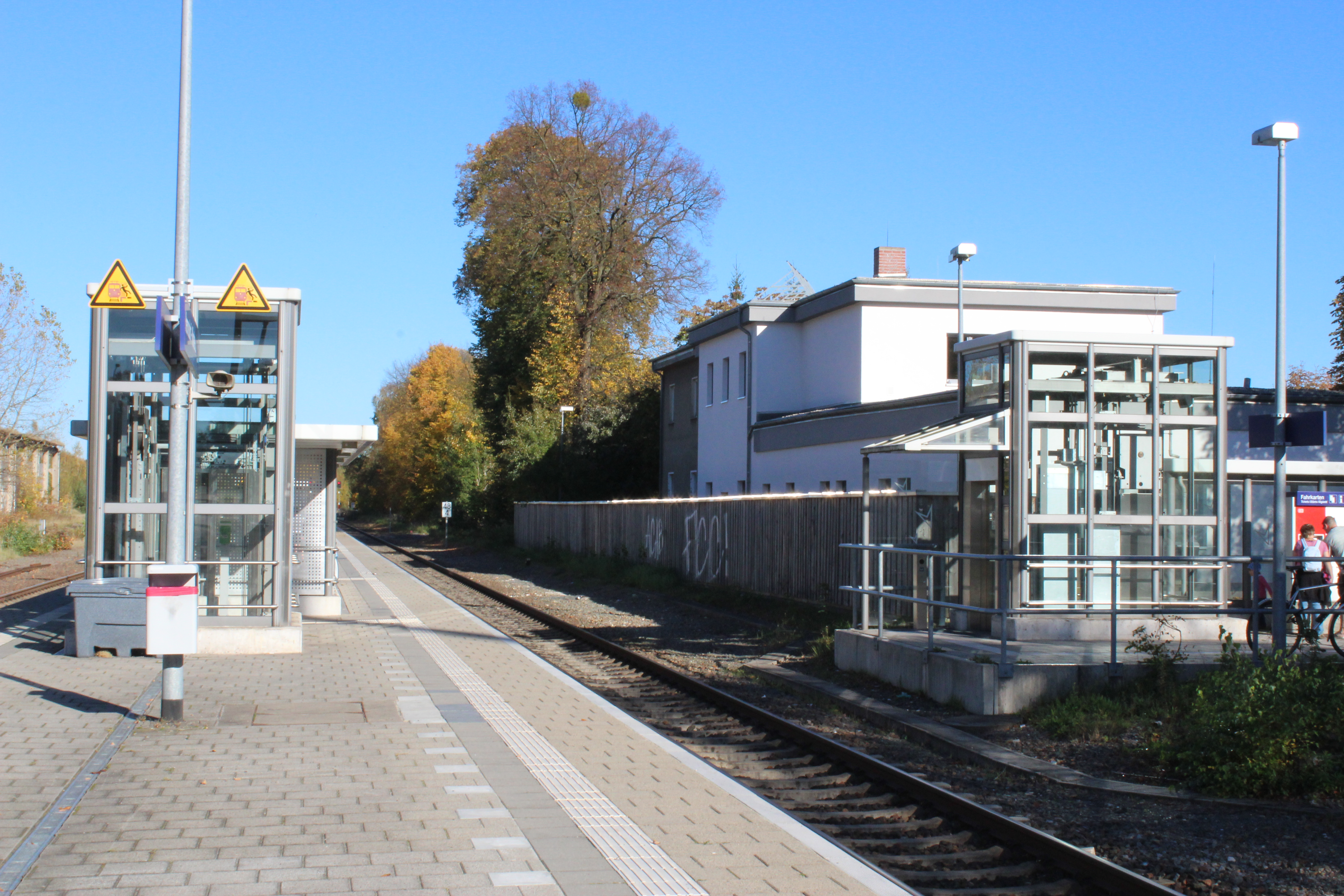
Bahnhof Hermsdorf-Klosterlausnitz (2017)

Der Bahnhof Hermsdorf-Klosterlausnitz befindet sich an der Bahnstrecke Weimar–Gera (Teil der Mitte-Deutschland-Verbindung) in Hermsdorf. Von 1948 bis 1963 brachte eine 1,5 km lange, schmalspurige Moorbahn das Moor von den Sümpfen bis zum Badehaus, dem heutigen Kurmittelhaus.
Bad Klosterlausnitz besitzt eine Anschlussstelle an der Bundesautobahn 9 (Anschlussstelle 23 Bad Klosterlausnitz) und eine Anschlussstelle an der Bundesautobahn 4 (Anschlussstelle 56b Hermsdorf Ost). Der Ort liegt am Radfernweg Thüringer Städtekette.

### Rehabilitationskliniken
Die Celenus Algos Fachklinik ist eine Rehabilitationsklinik für Orthopädie und Rheumatologie sowie chronische und rezidivierende Schmerzsyndrome. Die Moritz Klinik ist auf die Rehabilitation von orthopädisch und neurologisch erkrankten sowie brandverletzten Menschen spezialisiert. Die Fachklinik Klosterwald, eine diakonische Einrichtung, dient der Rehabilitation suchtkranker Menschen.

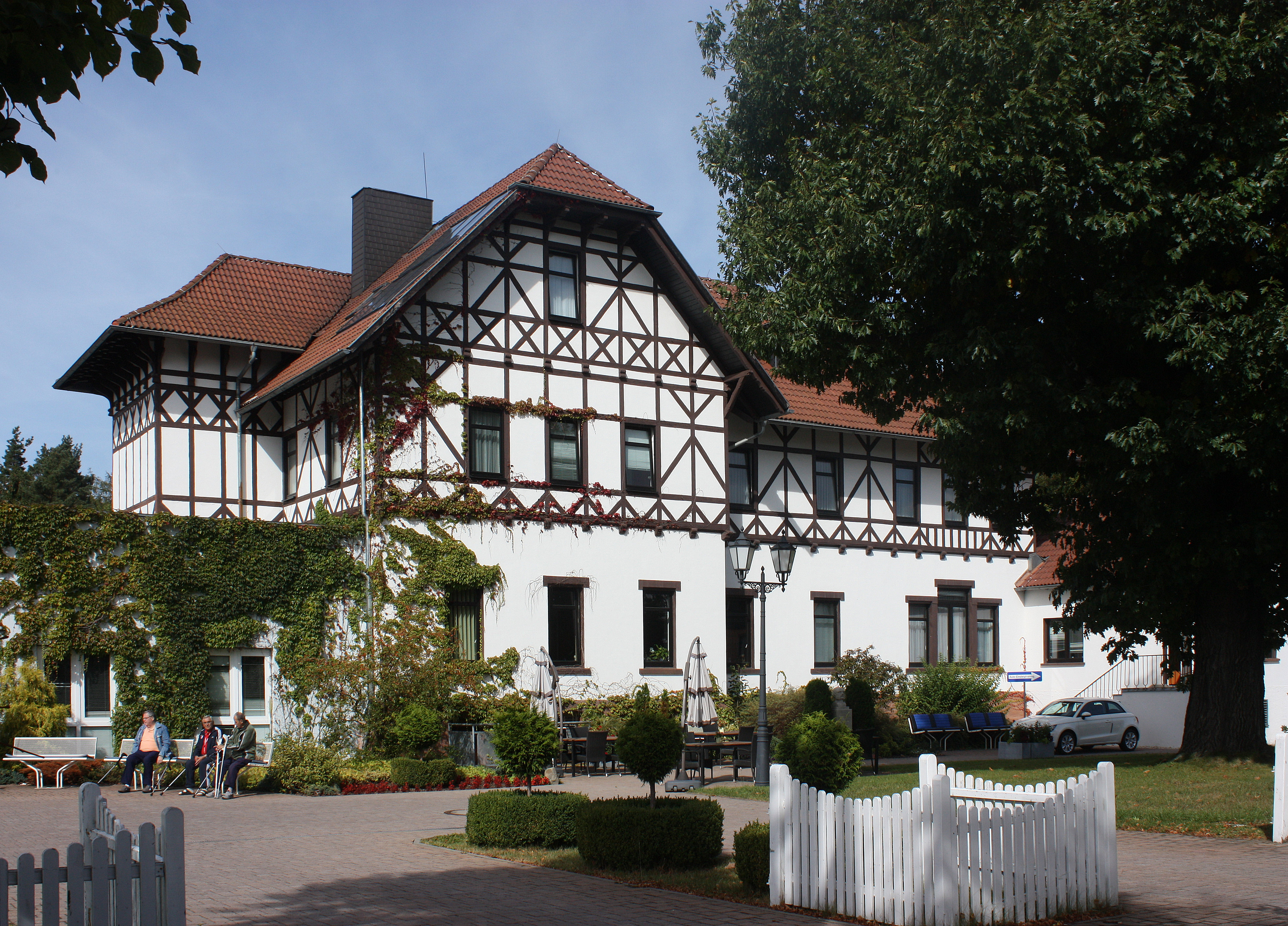
Algos-Fachklinik
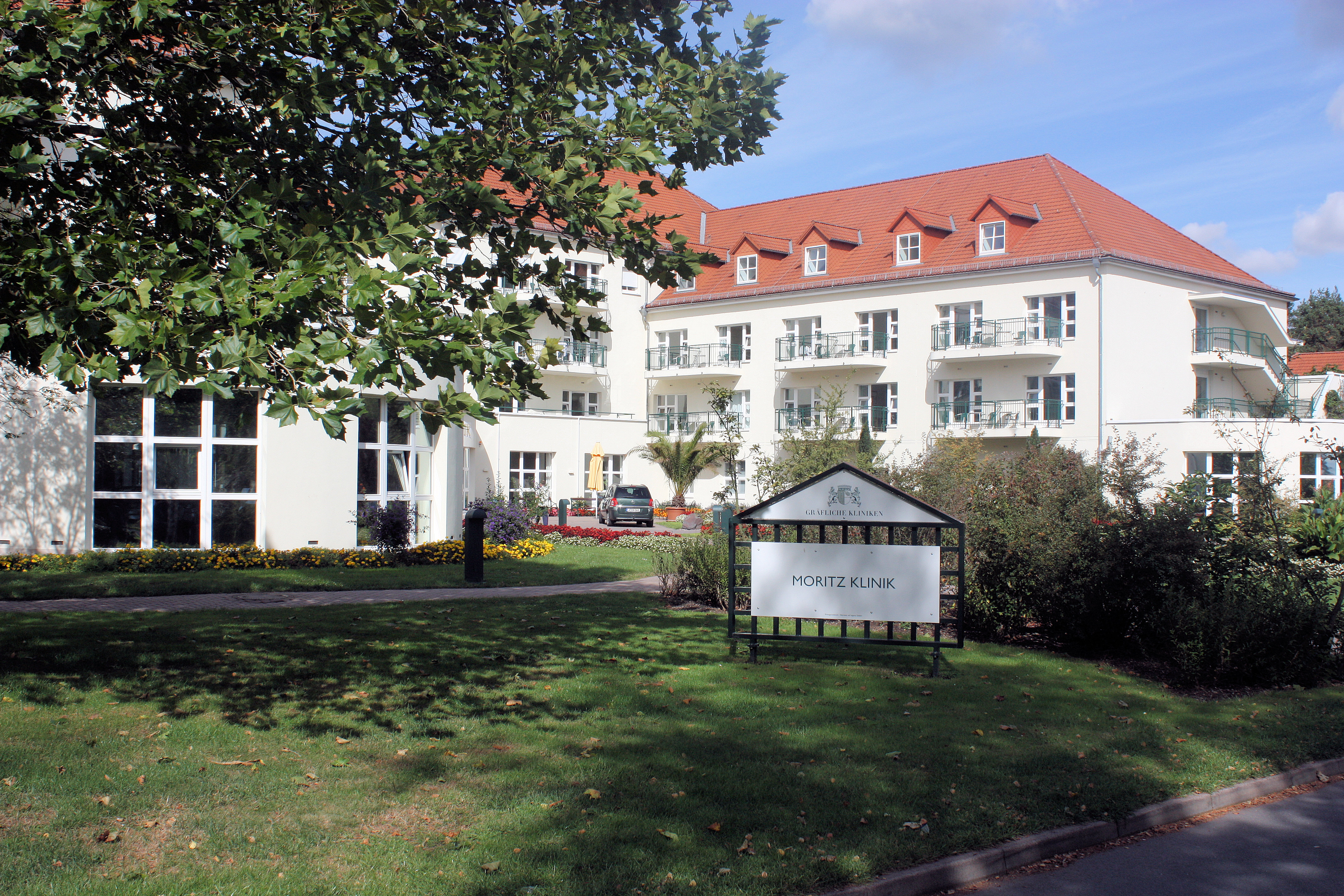
Moritz Klinik
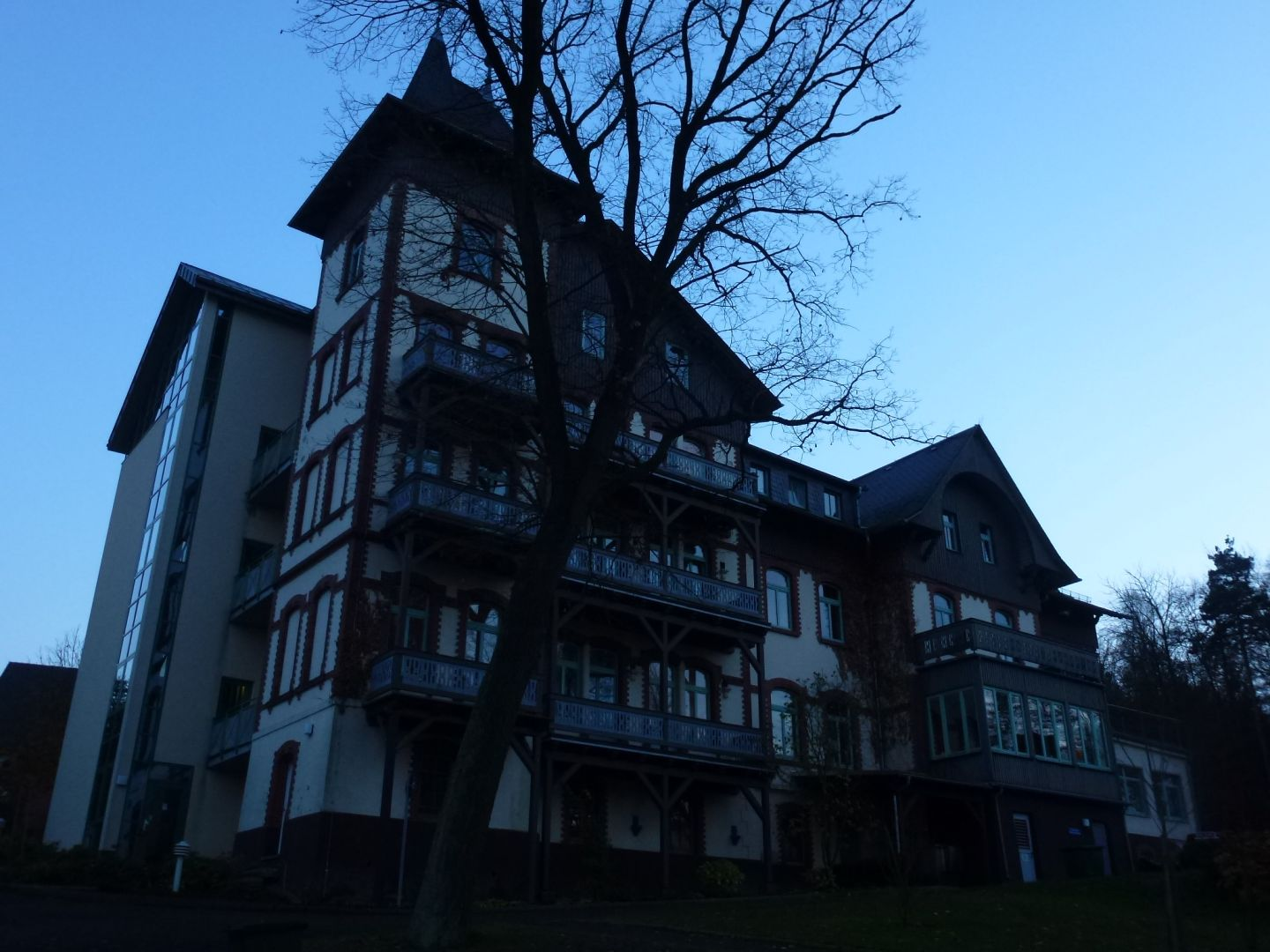
Klosterwald-Klinik

## Persönlichkeiten
- Friedrich Ludwig Karl Knackfuß (1772–1842), preußischer Generalmajor
- Rudolf Meinhold (1911–1999), Geophysiker und Erdölgeologe
- Hans-Joachim Herbst (1918–1995), Landespolitiker (FDP Schleswig-Holstein)
- HD Schrader, eigentlich Hans-Dieter Schrader (* 1945), bildender Künstler
- Michael Hirte (* 1964), Gewinner Das Supertalent 2008, wohnt seit 2011 im Ort